# دون دوران
دون دوران (بالإنجليزية: Don Doran)‏ هو لاعب كرة قدم أمريكي، ولد في 3 مارس 1954 في سانت لويس في الولايات المتحدة. لعب مع لوس أنجلوس لايزرز.